# آرمن گئورگیان (موسیقی‌دان)
آرمن هاکوبی گئورگیان (ارمنی: Արմեն Հակոբի Գեորգիան؛  زاده ۹ نوامبر ۱۹۰۴ - درگذشته ۷ مارس ۱۹۹۳ نوازنده ویولنسل، آموزگار موسیقی، موسیقیدان و کارشناس علوم پرورشی اهل ارمنستان بود.

## زندگی‌نامه
وی در ۹ نوامبر ۱۹۰۴ در باکو به دنیا آمد و از کنسرواتوار دولتی چایکوفسکی مسکو فارغ‌التحصیل گشت. وی همچنین برنده جوایزی همچون مدال بزرگداشت ۸۰۰مین سالگرد مسکو، مدال کار شجاعانه در جنگ بزرگ میهنی (۱۹۴۵–۱۹۴۱) و نشان برجسته افتخار شد. وی در ۷ مارس ۱۹۹۳ در سن ۸۸ سالگی در مسکو درگذشت و در آرامستان واگانکوفسکوی به خاک سپرده شد.